# Liste der Baudenkmale in Bunde
Die Liste der Baudenkmale in Bunde enthält die nach dem Niedersächsischen Denkmalschutzgesetz geschützten Baudenkmale in der niedersächsischen Gemeinde Bunde (Ostfriesland). Grundlage ist die veröffentlichte Denkmalliste des Landkreises (Stand: 25. Juli 2016).
Baudenkmale sind „im Sinne des Gesetzes Bodendenkmale, bewegliche Denkmale und Denkmale der Erdgeschichte.“

## Ortsübergreifend
| Bild           | Bezeichnung                       | Lage                                         | Beschreibung | Bauzeit   | Eingetragen seit | Denkmal- nummer |
| -------------- | --------------------------------- | -------------------------------------------- | --- | --------- | ---------------- | --------------- |
| weitere Bilder | Deich (Bunder Interessentendeich) | Bunde, Flurstück: 030679-009-00001/000 Karte | Deich (Bunder Interessentendeich). In den Jahren 1705–1707 wurde der Deich gebaut und schloss den damals entstandenen Bunder Interessentenpolder zum Dollart hin ab; heute Schlafdeich. Der Deich verläuft über zwei Gemeinden. Bedeutung: historisch, wissenschaftlich, städtebaulich; wesentliche Begründung: 1.11, geschichtliche Bedeutung aufgrund des Zeugnis- und Schauwertes für Wirtschafts- und Technikgeschichte; Einzeldenkmal gemäß § 3.2 NDSchG | 1705–1707 |                  | 457024.00075    |

## Boen
| Bild           | Bezeichnung                         | Lage                                                                | Beschreibung | Bauzeit | Eingetragen seit | Denkmal- nummer |
| -------------- | ----------------------------------- | ------------------------------------------------------------------- | --- | ------- | ---------------- | --------------- |
| weitere Bilder | Wohn-/Wirtschaftsgebäude (Gulfhaus) | Boen Boenster Hauptstraße 14, Flurstück: 031709-014-00009/002 Karte | Wohn-/Wirtschaftsgebäude (Gulfhaus); Durchfahrtsdiele. 1 ⁄2-geschossiger Wohnteil mit Lisenengliederung, Gesimsen und Fensterverdachungen. 1911. Bedeutung: historisch, wissenschaftlich; wesentliche Begründung: 1.06 geschichtliche Bedeutung aufgrund des Zeugnis- und Schauwertes durch beispielhafte Ausprägung eines Stils und / oder Gebäudetypus; Einzeldenkmal gemäß § 3.2 NDSchG                    | 1911    |                  | 457024.00001    |
| weitere Bilder | Gulfhaus (Gulfhaus)                 | Boen Boenster Hauptstraße 44, Flurstück: 031709-017-00018/000 Karte | Gulfhaus (Gulfhaus), Durchfahrtsdiele. 1 ⁄2-geschossiger schlichter Wohnteil mit Eckkellerstube. 1860. Bedeutung: historisch, wissenschaftlich, städtebaulich; wesentliche Begründung: 1.06 geschichtliche Bedeutung aufgrund des Zeugnis- und Schauwertes durch beispielhafte Ausprägung eines Stils und / oder Gebäudetypus; Einzeldenkmal gemäß § 3.2 NDSchG                                               | 1860    |                  | 457024.00002    |
| weitere Bilder | Wohn-/Wirtschaftsgebäude            | Boen Boenster Hauptstraße 58, Flurstück: 031709-017-00006/000 Karte | Wohn-/Wirtschaftsgebäude; Durchfahrtsdiele. 1 ⁄2-geschossiger Wohnteil, stallseitig zweimal einspringend. Gliederung durch Lisenen, Gesimse und Giebeltür. Um 1900. Bedeutung: historisch, wissenschaftlich; wesentliche Begründung: 1.06 geschichtliche Bedeutung aufgrund des Zeugnis- und Schauwertes durch beispielhafte Ausprägung eines Stils und / oder Gebäudetypus; Einzeldenkmal gemäß § 3.2 NDSchG | um 1900 |                  | 457024.00003    |

## Bunde
| Bild           | Bezeichnung                           | Lage                                                                  | Beschreibung | Bauzeit                   | Eingetragen seit | Denkmal- nummer  |
| -------------- | ------------------------------------- | --------------------------------------------------------------------- | --- | ------------------------- | ---------------- | ---------------- |
| weitere Bilder | Deich (Bunder Interessentendeich)     | Bunde Bunde – Bunde Karte                                             | Deich (Bunder Interessentendeich). In den Jahren 1705–1707 wurde der Deich gebaut und schloss den damals entstandenen Bunder Interessentenpolder zum Dollart hin ab; heute Schlafdeich. Der Deich verläuft über zwei Gemeinden; Bedeutung: historisch, wissenschaftlich, städtebaulich; wesentliche Begründung: 1.11 geschichtliche Bedeutung aufgrund des Zeugnis- und Schauwertes für Wirtschafts- und Technikgeschichte; Einzeldenkmal gemäß § 3.2 NDSchG                                                                                                  | 1705–1707                 |                  | 457024.00040     |
| weitere Bilder | Bahnhof, ehemaliger                   | Bunde Am Bahnhof 1, 1a, 1b, 1c, Flurstück: 031702-007-00172/066 Karte | Bahnhof, ehemaliger; langgestreckter Gebäudekomplex mit Güterabfertigung und Empfangshalle. Gebäude durch Lisenen und Gesimse gegliedert. Erbaut ca. 1870, um 1900 umgebaut und der heutige Quertrakt aufgestockt. Bedeutung: historisch, wissenschaftlich; wesentliche Begründung: 1.06 geschichtliche Bedeutung aufgrund des Zeugnis- und Schauwertes durch beispielhafte Ausprägung eines Stils und / oder Gebäudetypus; Einzeldenkmal gemäß § 3.2 NDSchG                                                                                                  | ca. 1870/um 1900          |                  | 457024.00043     |
| weitere Bilder | Wohnhaus                              | Bunde Bahnhofstraße 4, Flurstück: 031702-007-00188/003 Karte          | Wohnhaus; eingeschossiger Putzbau mit übergiebeltem Mittelrisalit. Gliederung durch Traufgesims, Lisenen und gekuppelte Rundbogenfenster mit Umrandung. Rückwärtig Wirtschaftsflügel in Ziegel. Um 1880/90; Einzeldenkmal gemäß § 3.2 NDSchG |                           |                  | 45702400009      |
| weitere Bilder | Wohnhaus                              | Bunde Bahnhofstraße 12, Flurstück: 031702-007-00202/001 Karte         | Wohnhaus; eingeschossiger Ziegelbau mit Drempel und zweigeschossigem Seitenrisalit, zur Straße mit geputztem Vorbau. Gebäude durch Putzfelder gegliedert. Haustür und Fenster aus der Bauzeit ca. 1903. Einzeldenkmal gemäß § 3.2 NDSchG | ca. 1903                  |                  | 45702400044      |
| weitere Bilder | Wohnhaus                              | Bunde Bahnhofstraße 16, Flurstück: 031702-007-00389/173 Karte         | Wohnhaus; eingeschossiger Ziegelbau mit Drempel und außermittigem Risalit zur Straße mit verputztem Vorbau. Vorbau und Hauptbaukörper durch zahlreiche Stuckelemente verziert. Erbaut 1902. Einzeldenkmal gemäß § 3.2 NDSchG | 1902                      |                  | 45702400045      |
| weitere Bilder | Wohnhaus                              | Bunde Bahnhofstraße 19, Flurstück: 031702-007-00172/063 Karte         | Wohnhaus; eingeschossiger Ziegelbau unter Satteldach. Tür- und Fensterlaibungen aus Stuck fein profiliert. Wirtschaftsflügel stark verändert. Erbaut 1901. Datierung im Ziegelstein. Einzeldenkmal gemäß § 3.2 NDSchG | 1901                      |                  | 45702400046      |
| weitere Bilder | Wohnhaus                              | Bunde Blinke 2, Flurstück: 031702-008-00020/001 Karte                 | Wohnhaus; Einzeldenkmal gemäß § 3.2 NDSchG |                           | 27. Juni 1990    | 45702400030      |
| weitere Bilder | Gulfhaus (Gulfhaus)                   | Bunde Bunderneuland 5, Flurstück: 031703-010-00018/000 Karte          | Gulfhaus (Gulfhaus); Wohnteil mit Beitelmauerwerk, Dachstuhl 1830. Wirtschaftsteil stallseitig zweimal einspringend; Oberrähmkonstruktion mit Bundbalken und liegendem Stuhl, Seitenschiffe abgezimmert. Durchfahrtsdiele; Einzeldenkmal gemäß § 3.2 NDSchG | 1830                      |                  | 45702400031      |
| weitere Bilder | Gulfhaus (Gulfhaus)                   | Bunde Bunderneuland 7, Flurstück: 031703-008-00008/000 Karte          | Gulfhaus (Gulfhaus) mit Allee; Durchfahrtsdiele, stallseitig zweimal einspringend. Eingeschossiger Wohnteil mit kleinem Drempel und Eck-Kellerstube. Klötzchenfries, Dreiecksmauerung und profilierte Türgewände. 1780. Bedeutung: historisch, wissenschaftlich, städtebaulich; wesentliche Begründung: 1.06 geschichtliche Bedeutung aufgrund des Zeugnis- und Schauwertes durch beispielhafte Ausprägung eines Stils und / oder Gebäudetypus; Einzeldenkmal gemäß § 3.2 NDSchG; in Gruppe baulicher Anlagen: 457024Gr0006                                   | 1780                      |                  | 457024.00025M001 |
| weitere Bilder | Brücke (Gewölbedurchlass)             | Bunde Bunderneuland 7, Flurstück: 031703-003-00050/006 Karte          | Brücke (Gewölbedurchlass) mit Hofzufahrt. Der Gewölbedurchlass besteht aus einem gemauerten Tonnengewölbe, Stirnseiten durch Maueranker in Form von Feuerböcken stabilisiert und von Böschungswangen flankiert. Mitte 19. Jahrhundert. Bedeutung: historisch, städtebaulich; wesentliche Begründung: 4.6; konstituierender Bestandteil einer Gruppe gemäß § 3.3 NDSchG; in Gruppe baulicher Anlagen: 457024Gr0006 | Mitte 19. Jahrhundert     |                  | 457024.00050M001 |
| weitere Bilder | Gulfhaus (Gulfhaus)                   | Bunde Bunderneuland 17, Flurstück: 031703-004-00040/003 Karte         | Gulfhaus (Gulfhaus); 1 ⁄2-geschossiger Wohnteil durch Lisenen und Gesimse gegliedert. Wirtschaftsteil mit Längsdurchfahrt. Erbaut 1878. Datierung in der Wetterfahne. Einzeldenkmal gemäß § 3.2 NDSchG | 1878                      |                  | 45702400038      |
| weitere Bilder | Wohnhaus (Arbeiterwohnhaus)           | Bunde Eichenweg 7/8, Flurstück: 030679-007-00169/011 Karte            | Wohnhaus (Arbeiterwohnhaus); Langgestreckter eingeschossiger Ziegelbau unter Satteldach mit mehreren wohnungen. Giebel nachträglich verputzt. Gebäude durch Traufgesimse und Lisenen gegliedert. Erbaut Ende 19. Jahrhundert; Einzeldenkmal gemäß § 3.2 NDSchG | Ende 19. Jahrhundert      |                  | 45702400047      |
| weitere Bilder | Kirche, ev.-ref.                      | Bunde Kirchring 2a, Flurstück: 031702-010-00012/000 Karte             | Reformierte Kirche Bunde, ev.-ref., mit Friedhof, Grabsteine; Kreuzförmiger Backsteinbau z. T. mit reicher Gliederung. Langhaus (13. Jahrhundert), mit höherem, gewölbtem Querschiff und Chorquadrat (3. Viertel 13. Jahrhundert). Westturm von 1840; Bedeutung: historisch, künstlerisch, wissenschaftlich, städtebaulich; wesentliche Begründung: 1.05 geschichtliche Bedeutung aufgrund des Zeugnis- und Schauwertes für Bau- und Kunstgeschichte; konstituierender Bestandteil einer Gruppe gemäß § 3.3 NDSchG; in Gruppe baulicher Anlagen: 457024Gr0002 | 13. Jahrhundert           |                  | 457024.00006M001 |
| weitere Bilder | Wohnhaus                              | Bunde Kirchring 19, Flurstück: 031702-008-00043/000 Karte             | Wohnhaus; kleiner eingeschossiger traufständiger Ziegelbau mit rückwärtiger Kübbung. Giebel mit Kaminen und Dreiecksmauerung. Überwiegend Blockrahmen-Fenster. Mitte/2. Hälfte 19. Jahrhundert; Einzeldenkmal gemäß § 3.2 NDSchG | 2. Hälfte 19. Jahrhundert |                  | 45702400012      |
| weitere Bilder | Friedhof (Jüdischer Friedhof)         | Bunde Leege Weg, Flurstück: 031702-007-00352/148 Karte                | Friedhof (Jüdischer Friedhof); Friedhof auf fast quadratischer Parzelle mit 24 Grabsteinen aus dem Ende des 19. Jahrhunderts, jüngste Bestattung von 1932 und ein Grabstein für einen unbekannten Russen. Ziegelmauer, Baumbestand; Bedeutung: historisch, wissenschaftlich; wesentliche Begründung: 1.01 geschichtliche Bedeutung im Rahmen von Ortsgeschichte; konstituierender Bestandteil einer Gruppe gemäß § 3.3 NDSchG; in Gruppe baulicher Anlagen: 457024Gr0003                                                                                      | Ende des 19. Jahrhunderts |                  | 457024.00008     |
| weitere Bilder | Wohnhaus                              | Bunde Mühlenstr. 3, Flurstück: 031702-008-00047/004 Karte             | Wohnhaus; kleiner, von der Straße zurückgesetzter eingeschossiger Ziegelbau unter Krüppelwalmdach auf hohem Kellergeschoss. Originale Haustüren und Fenster mit Klappläden, wandfeste Innenausstattung. Um 1910; Einzeldenkmal gemäß § 3.2 NDSchG | um 1910                   |                  | 45702400137      |
| weitere Bilder | Hotel                                 | Bunde Mühlenstraße 1, Flurstück: 031702-008-00044/003 Karte           | Hotel; zweigeschossiger traufständiger Ziegelbau mit Zwerchhaus. Gliederung durch Ecklisenen, Gesimse und Fensterrahmungen, straßenseitig in relativ aufwendigem Stuck. Rückwärtiger Flügel schlichter. Um 1900; Einzeldenkmal gemäß § 3.2 NDSchG | um 1900                   |                  | 45702400014      |
| weitere Bilder | Villa                                 | Bunde Mühlenstraße 8, Flurstück: 031702-010-00045/004 Karte           | Villa; 1 ⁄2-geschossiger Ziegelbau mit unterschiedlich übergiebelten Risaliten und Eckturm. Stuckierte Fensterrahmungen. Um 1910; Einzeldenkmal gemäß § 3.2 NDSchG | um 1910                   |                  | 45702400015      |
| weitere Bilder | Villa                                 | Bunde Mühlenstraße 21, Flurstück: 031702-008-00059/007 Karte          | Villa mit Grundstück; 1 ⁄2-geschossiger traufständiger Putzbau mit übergiebeltem Mittelrisalit und Altan. Relativ aufwendige Stuckgliederung. Rückwärtig kleiner Wirtschaftstrakt in Ziegelmauerwerk. Ende 19. Jahrhundert; Einzeldenkmal gemäß § 3.2 NDSchG | Ende 19. Jahrhundert      |                  | 457024.00016M001 |
| weitere Bilder | Gulfhaus (Gulfhaus)                   | Bunde Mühlenstraße 38, Flurstück: 031702-003-00038/010 Karte          | Gulfhaus (Gulfhaus); zweigeschossiger Wohnteil mit niedrigerem Kornboden wohl Mitte 19. Jahrhundert vor das Gulfhaus vorgebaut. Gulfhaus 1801, Gerüst in Oberrähmkonstruktion. Verlängerung der Scheune Ende 19. Jahrhundert; Einzeldenkmal gemäß § 3.2 NDSchG | 1801                      |                  | 45702400017      |
| weitere Bilder | Wohn-/Wirtschaftsgebäude              | Bunde Mühlenstraße 42, Flurstück: 031702-003-00035/003 Karte          | Wohn-/Wirtschaftsgebäude; eingeschossiger traufständiger Ziegelbau mit Stuckgliederung (Eckquaderung, Gesimse, Fensterumrandungen) und kleiner Veranda. Rückwärtig schlichter Wirtschaftstrakt. Um 1900; Einzeldenkmal gemäß § 3.2 NDSchG | um 1900                   |                  | 45702400018      |
| weitere Bilder | Gulfhaus (Gulfhaus)                   | Bunde Mühlenstraße 50, Flurstück: 031702-003-00022/001 Karte          | Gulfhaus (Gulfhaus); Durchfahrtsdiele, stallseitig 3-mal einspringend. Leicht versetztes Wohnhaus: 1 ⁄2-geschossiger Putzbau mit Quaderverfugung, Gesimsen, Lisenen und rundbogigen Fenstern. Um 1880; Einzeldenkmal gemäß § 3.2 NDSchG | um 1880                   |                  | 45702400020      |
| weitere Bilder | Gulfhaus (Gulfhaus)                   | Bunde Mühlenstraße 62, Flurstück: 031702-003-00007/007 Karte          | Gulfhaus (Gulfhaus); 1 ⁄2-geschossiger Wohnteil durch Gesimse und stuckierte Fensterrahmungen gegliedert. 1897 tiefgreifender Umbau des Ursprungsbaues wohl aus dem ausgehenden 18. Jahrhundert, Ankerbalkenkonstruktion; Einzeldenkmal gemäß § 3.2 NDSchG | 1897                      |                  | 45702400021      |
| weitere Bilder | Wohnhaus                              | Bunde Neuschanzer Straße 2, Flurstück: 031702-008-00018/001 Karte     | Wohnhaus; giebelständiger zweigeschossiger Ziegelbau mit seitlichem Eingang über Freitreppe. Straßengiebel mit Vollwalm und hölzernem Traufgesims. Erbaut Mitte 19. Jahrhundert; Bedeutung: historisch, wissenschaftlich, städtebaulich; wesentliche Begründung: 1.06 geschichtliche Bedeutung aufgrund des Zeugnis- und Schauwertes durch beispielhafte Ausprägung eines Stils und / oder Gebäudetypus; Gruppe gemäß § 3.3 NDSchG; in Gruppe baulicher Anlagen: 457024Gr0007                                                                                 | Mitte 19. Jahrhundert     |                  | 45702400010      |
| weitere Bilder | Lagerhaus                             | Bunde Neuschanzer Straße 2, Flurstück: 031702-008-00018/001 Karte     | Lagerhaus; zurückgesetzter, zweigeschossiger Ziegelbau unter Krüppelwalmdach mit Längsdurchfahrt an der nördl. Traufe, Fenster im Straßengiebel mit Holzblockrahmen und Inschriftentafel 1857; Bedeutung: historisch, wissenschaftlich, städtebaulich; wesentliche Begründung: 1.06 geschichtliche Bedeutung aufgrund des Zeugnis- und Schauwertes durch beispielhafte Ausprägung eines Stils und / oder Gebäudetypus; Gruppe gemäß § 3.3 NDSchG; in Gruppe baulicher Anlagen: 457024Gr0007                                                                   | 1857                      |                  | 45702400037      |
| weitere Bilder | Wohnhaus                              | Bunde Neuschanzer Straße 5, Flurstück: 031702-007-00173/013 Karte     | Wohnhaus; eingeschossiger traufständiger Ziegelbau mit Stuckgliederung (Gesimse, Fenster- und Türrahmen) unter Satteldach mit Schieferdeckung. Rückwärtiger Quertrakt 1899; Einzeldenkmal gemäß § 3.2 NDSchG | 1899                      |                  | 45702400034      |
| weitere Bilder | Villa                                 | Bunde Neuschanzer Straße 8, Flurstück: 031702-008-00015/001 Karte     | Villa; zweigeschossiger Ziegelbau unter Walmdach. Gegliedert durch übergiebelten Mittelrisalit. Erbaut für den Gutsbesitzer Sinninga aus Bunde 1910; Einzeldenkmal gemäß § 3.2 NDSchG | 1910                      |                  | 45702400039      |
| weitere Bilder | Pfarrhaus, ehemaliges (Jugendzentrum) | Bunde Neuschanzer Straße 18, Flurstück: 031702-008-00009/000 Karte    | Pfarrhaus, ehemaliges (Jugendzentrum); eingeschossiger Ziegelbau mit Drempel. Gliederung durch Lisenen, Traufgesims und Fensterverdachungen. 1884. Rückwärtig verlängerter Gemeindesaal in angepassten Formen; Einzeldenkmal gemäß § 3.2 NDSchG | 1884                      |                  | 45702400011      |
| weitere Bilder | Wohnhaus                              | Bunde Neuschanzer Straße 20, Flurstück: 031702-008-00008/000 Karte    | Wohnhaus; 1 ⁄2-geschossiger traufständiger Ziegelbau auf hohem Sockelgeschoss unter Krüppelwalmdach mit zweigeschossigem, übergiebeltem Seitenrisalit unter Satteldach. Parterre-Erker, Fenster und Klappläden. 1919; Einzeldenkmal gemäß § 3.2 NDSchG | 1919                      |                  | 45702400048      |
| weitere Bilder | Schmiede, ehemalige                   | Bunde Neuschanzer Straße 29, Flurstück: 031702-006-00021/009 Karte    | Schmiede, ehemalige, eingeschossiger Ziegelbau unter Halbwalmdach. Eingang mit hölzernem Gewände und Verdachung, um 1860. Eines der wenigen Beispiele für die gemeins. Nutzung eines Baues als Schmiede und Wohnhaus; Einzeldenkmal gemäß § 3.2 NDSchG | um 1860                   |                  | 45702400041      |
| weitere Bilder | Gulfhaus (Gulfhaus)                   | Bunde Neuschanzer Straße 44, Flurstück: 031702-006-00057/002 Karte    | Gulfhaus (Gulfhaus) mit Hofzufahrt, Toranlage; Villenähnlich ausgebildeter Wohnteil: zweigeschossiger Ziegelbau mit repräsentativer Stuckgliederung. Ecktürmchen als fein gegliederter Putzbau. Um 1880; Bedeutung: historisch, künstlerisch, wissenschaftlich, städtebaulich; wesentliche Begründung: 1.06 geschichtliche Bedeutung aufgrund des Zeugnis- und Schauwertes durch beispielhafte Ausprägung eines Stils und / oder Gebäudetypus; Einzeldenkmal gemäß § 3.2 NDSchG; in Gruppe baulicher Anlagen: 457024Gr0004                                    | um 1880                   |                  | 457024.00023M001 |
| weitere Bilder | Gartenanlage (Hausgarten)             | Bunde Neuschanzer Straße 44, Flurstück: 031702-006-00057/002 Karte    | Gartenanlage (Hausgarten); landschaftlich gestalteter Hausgarten des späten 19. Jahrhunderts mit prägnantem Baumbestand, Bodenmodellierung, Wasserflächen und Wegesystem; Bedeutung: historisch, wissenschaftlich, städtebaulich; wesentliche Begründung: 1.06 geschichtliche Bedeutung aufgrund des Zeugnis- und Schauwertes durch beispielhafte Ausprägung eines Stils und / oder Gebäudetypus; Gruppe gemäß § 3.3 NDSchG; in Gruppe baulicher Anlagen: 457024Gr0004                                                                                        | spätes 19. Jahrhundert    |                  | 45702400036      |
| weitere Bilder | Gulfhaus (Gulfhaus)                   | Bunde Neuschanzer Straße 46, Flurstück: 031701-004-00004/012 Karte    | Gulfhaus (Gulfhaus) mit Zufahrtsallee; 1 ⁄2-geschossiger Wohnteil mit Lisenen-/Gesimsgliederung. 1897; Bedeutung: historisch, wissenschaftlich; wesentliche Begründung: 1.06 geschichtliche Bedeutung aufgrund des Zeugnis- und Schauwertes durch beispielhafte Ausprägung eines Stils und / oder Gebäudetypus; Einzeldenkmal gemäß § 3.2 NDSchG | 1897                      |                  | 457024.00027M001 |
| weitere Bilder | Gulfhaus (Gulfhaus)                   | Bunde Neuschanzer Straße 51, Flurstück: 031702-010-00022/000 Karte    | Gulfhaus (Gulfhaus) mit Gartengrundstück, Teich; Durchfahrtsdiele, stallseitig zweimal einspringend. Wohnteil 1 ⁄2-geschossig mit Abschlussgesims unter dem Walm. Stuckgerahmte mittige Giebeltür. 1868; Bedeutung: historisch, wissenschaftlich, städtebaulich; wesentliche Begründung: 1.06 geschichtliche Bedeutung aufgrund des Zeugnis- und Schauwertes durch beispielhafte Ausprägung eines Stils und / oder Gebäudetypus; Einzeldenkmal gemäß § 3.2 NDSchG; in Gruppe baulicher Anlagen: 457024Gr0005                                                  | 1868                      |                  | 457024.00024M001 |
| weitere Bilder | Gulfhaus (Gulfhaus [Wiemanns-Hof])    | Bunde Rheiderlandstraße 3, Flurstück: 031702-008-00004/006 Karte      | Gulfhaus (Gulfhaus [Wiemanns-Hof]); Gulfhaus mit stattlichem verputztem Wohnteil, kreuzelwerkartig vorgelagert. Wohnteil 2. Hälfte 19. Jahrhundert, Ankerbalkengerüst der Gulfscheune 1708 (d) mit späterer Verlängerung in Oberrähmzimmerung; Einzeldenkmal gemäß § 3.2 NDSchG | 2. Hälfte 19. Jahrhundert |                  | 45702400035      |
| weitere Bilder | Mühle (Windmühle)                     | Bunde Weenerstraße 36, Flurstück: 031702-005-00010/005 Karte          | Bunder Mühle, Galerieholländer. viergeschossiger oktogonaler Ziegelbau mit Ecklisenen. achtkant aus Holland. 1911 nach Brand des Vorgängerbaus (von 1869) neu aufgebaut. 1960er Jahre stillgelegt. Museumsmühle; Einzeldenkmal gemäß § 3.2 NDSchG | 1911                      |                  | 45702400007      |

## Bunderhee
| Bild           | Bezeichnung                                     | Lage                                                                 | Beschreibung | Bauzeit                             | Eingetragen seit | Denkmal- nummer  |
| -------------- | ----------------------------------------------- | -------------------------------------------------------------------- | --- | ----------------------------------- | ---------------- | ---------------- |
| weitere Bilder | Deich (Bunder Interessentendeich)               | Bunderhee Bunde – Bunderhee, Flurstück: 030679-009-00001/000 Karte   | Deich (Bunder Interessentendeich). In den Jahren 1705–1707 wurde der Deich gebaut und schloss den damals entstandenen Bunder Interessentenpolder zum Dollart hin ab; heute Schlafdeich. Der Deich verläuft über zwei Gemeinden; Bedeutung: historisch, wissenschaftlich, städtebaulich; wesentliche Begründung: 1.11 geschichtliche Bedeutung aufgrund des Zeugnis- und Schauwertes für Wirtschafts- und Technikgeschichte; Einzeldenkmal gemäß § 3.2 NDSchG                                                                                         | 1705–1707                           |                  | 457024.00075     |
| weitere Bilder | Gulfhaus (Gulfhaus)                             | Bunderhee Achterumshörn 19, Flurstück: 030679-002-00049/001 Karte    | Gulfhaus (Gulfhaus); Gulfhaus 1. Hälfte 19. Jahrhundert; Wohnteil 1896 durch größeren Bau ersetzt. Wirtschaftsteil: Gefüge in Oberrähmkonstruktion mit Bundbalken, ca. 1923 um 1 ⁄2 Gulfe verlängert; Bedeutung: historisch, wissenschaftlich; wesentliche Begründung: 1.06 geschichtliche Bedeutung aufgrund des Zeugnis- und Schauwertes durch beispielhafte Ausprägung eines Stils und / oder Gebäudetypus; Einzeldenkmal gemäß § 3.2 NDSchG; in Gruppe baulicher Anlagen: 457024Gr0010                                                           | 1. Hälfte 19. Jahrhundert           |                  | 45702400062      |
| weitere Bilder | Scheune (Beischeune)                            | Bunderhee Achterumshörn 19, Flurstück: 030679-002-00049/001 Karte    | Scheune (Beischeune); Beischeune erbaut 1929 aus alten Teilen eines abgebrochenen Wohnwirtschaftsgebäudes. Hochrähmkonstruktion mit durchgezapften Ankerbalken; Bedeutung: historisch, wissenschaftlich; wesentliche Begründung: 1.06 geschichtliche Bedeutung aufgrund des Zeugnis- und Schauwertes durch beispielhafte Ausprägung eines Stils und / oder Gebäudetypus; Gruppe gemäß § 3.3 NDSchG; in Gruppe baulicher Anlagen: 457024Gr0010 | 1929                                |                  | 45702400072      |
| weitere Bilder | Gulfhaus (Gulfhaus Reinders)                    | Bunderhee Achterumshörn 21, Flurstück: 030679-002-00052/7 Karte      | Gulfhaus (Gulfhaus Reinders); Gebäude 1800 hier errichtet, Wohnteilerweiterung (Vorderende) 1836. Wirtschaftsteil mit Datierung im Ankerbalken 1719, älteres Gerüst transloziert und 1800 hier wiederaufgerichtet; Einzeldenkmal gemäß § 3.2 NDSchG | 1800/1836                           |                  | 45702400063      |
| weitere Bilder | Gulfhaus (Gulfhaus)                             | Bunderhee Deichstraße 23, Flurstück: 030679-014-00001/004 Karte      | Gulfhaus (Gulfhaus); eingeschossiger Wohnteil mit aufwendiger abgetreppter Giebelbekrönung und Ortgangbetonung. Um 1880; Wirtschaftsteil 1928 erneuert; Einzeldenkmal gemäß § 3.2 NDSchG | um 1880/1928                        |                  | 45702400061      |
| weitere Bilder | Gulfhaus (Gulfhaus)                             | Bunderhee Steinhausstraße 3, Flurstück: 030679-008-00048/001 Karte   | Gulfhaus (Gulfhaus); eingeschossiger quer vorgelagerter Wohnteil, verputzt, mit Ecklisenen, profiliertem Traufgesims und Ortgängen; Tür-/Fensteröffnungen mit Scheinquaderung. Um 1880; kl. Wirtschaftsteil Ziegelbau; Einzeldenkmal gemäß § 3.2 NDSchG | um 1880                             |                  | 45702400064      |
| weitere Bilder | Gulfhaus (Gulfhaus)                             | Bunderhee Steinhausstraße 11, Flurstück: 030679-008-00040/009 Karte  | Gulfhaus (Gulfhaus); Wohnteil 1910 für einen älteren, abgebrochenen Wohnteil vorgebaut. Wirtschaftsteil mit Längsdurchfahrt. Gebinde in Ankerbalkenkonstruktion von 1752 und späterer Verlängerung; Einzeldenkmal gemäß § 3.2 NDSchG | 1910                                |                  | 45702400074      |
| weitere Bilder | Wohn-/Wirtschaftsgebäude                        | Bunderhee Steinhausstraße 23, Flurstück: 030679-008-00020/001 Karte  | Wohn-/Wirtschaftsgebäude; Wohnteil eines Gulfhauses: zweigeschossiger Ziegelbau mit leicht überhöhter giebelmauer und hölzernem Abschlussgesims. Holzblockrahmenfenster mit gefächerten Stürzen. Anfang 19. Jahrhundert; Bedeutung: historisch, wissenschaftlich; wesentliche Begründung: 1.06 geschichtliche Bedeutung aufgrund des Zeugnis- und Schauwertes durch beispielhafte Ausprägung eines Stils und / oder Gebäudetypus; Einzeldenkmal gemäß § 3.2 NDSchG; in Gruppe baulicher Anlagen: 457024Gr0009                                        | Anfang 19. Jahrhundert              |                  | 45702400058      |
| weitere Bilder | Gartenanlage (Hausgarten)                       | Bunderhee Steinhausstraße 23, Flurstück: 030679-008-00020/001 Karte  | Gartenanlage (Hausgarten); landschaftlich gestalteter Hausgarten des frühen 20. Jahrhunderts. mit prägnantem Baumbestand, Teich, Wegesystem und Bodenmodellierung; Bedeutung: historisch, städtebaulich; wesentliche Begründung: 1.06 geschichtliche Bedeutung aufgrund des Zeugnis- und Schauwertes durch beispielhafte Ausprägung eines Stils und / oder Gebäudetypus; Gruppe gemäß § 3.3 NDSchG; in Gruppe baulicher Anlagen: 457024Gr0009 | frühes 20. Jahrhundert              |                  | 45702400071      |
| weitere Bilder | Gulfhaus (Gulfhaus)                             | Bunderhee Steinhausstraße 36, Flurstück: 030679-007-00003/003 Karte  | Gulfhaus (Gulfhaus); eingeschossiger Ziegelbau mit Drempel, stallseitig zweimal einspringend. Gliederung durch Traufgesimse, Traufsteine und Blockrahmenfenster. Eingang mit hölzerner Umrahmung. Erbaut 1840; Einzeldenkmal gemäß § 3.2 NDSchG | 1840                                |                  | 45702400059      |
| weitere Bilder | Gulfhaus (Gulfhaus)                             | Bunderhee Steinhausstraße 54, Flurstück: 030679-006-00045/005 Karte  | Gulfhaus (Gulfhaus); Gulfhaus 1848 (Ziegelstein). Neuer Wohnteil um 1890 vorgesetzt, leicht nach Süden versetzt; durch Lisenen, Decken- und Traufgesims gegliedert. Rundbogige Fenster- und Türöffnungen; Einzeldenkmal gemäß § 3.2 NDSchG | 1848/1890                           |                  | 45702400065      |
| weitere Bilder | Wohnhaus (Steinhaus Bunderhee)                  | Bunderhee Steinhausstraße 64, Flurstück: 030679-006-00030/005 Karte  | Wohnhaus (Steinhaus Bunderhee); mehrgeschossiger turmartiger Backsteinbau aus dem 14. Jahrhundert. Rest einer häuptlingsburg. Im Westen anschließender eingeschossiger Barockbau unter Verwendung älterer Bausubstanz, „1712“; Bedeutung: historisch, wissenschaftlich; wesentliche Begründung: 1.05 geschichtliche Bedeutung aufgrund des Zeugnis- und Schauwertes für Bau- und Kunstgeschichte; Einzeldenkmal gemäß § 3.2 NDSchG; in Gruppe baulicher Anlagen: 457024Gr0008                                                                        | 14. Jahrhundert                     |                  | 45702400056      |
| weitere Bilder | Gartenanlage (Hausgarten [Steinhaus Bunderhee]) | Bunderhee Steinhausstraße 64, Flurstück: 030679-006-00030/005 Karte  | Gartenanlage (Hausgarten [Steinhaus Bunderhee]); Hausgartengestaltung des späten 19. Jahrhunderts mit geschnittenen Linden, Hecken und Teich; Bedeutung: historisch, städtebaulich; wesentliche Begründung: 1.01 geschichtliche Bedeutung im Rahmen von Ortsgeschichte; Gruppe gemäß § 3.3 NDSchG; in Gruppe baulicher Anlagen: 457024Gr0008 | spätes 19. Jahrhundert              |                  | 45702400069      |
| weitere Bilder | Nebengebäude (Kochhaus)                         | Bunderhee Steinhausstraße 64, Flurstück: 030679-006-00030/005 Karte  | Nebengebäude (Kochhaus); kleines eingeschossiges Backsteingebäude, Ende 19. Jahrhundert; Bedeutung: historisch, wissenschaftlich; wesentliche Begründung: 1.06 geschichtliche Bedeutung aufgrund des Zeugnis- und Schauwertes durch beispielhafte Ausprägung eines Stils und / oder Gebäudetypus; Gruppe gemäß § 3.3 NDSchG; in Gruppe baulicher Anlagen: 457024Gr0008 | Ende 19. Jahrhundert                |                  | 45702400070      |
| weitere Bilder | Gulfhaus (Gulfhaus)                             | Bunderhee Steinhausstraße 72, Flurstück: 030679-006-00020/012 Karte  | Gulfhaus (Gulfhaus); eingeschossiger Wohnteil mit Drempel, stallseitig dreimal einspringend. Gliederung durch Gesimse, Lisenen und Fensterverdachungen. Im Wirtschaftsgiebel Halbkreisfenster. Erbaut 1899; Bedeutung: historisch, wissenschaftlich; wesentliche Begründung: 1.06 geschichtliche Bedeutung aufgrund des Zeugnis- und Schauwertes durch beispielhafte Ausprägung eines Stils und / oder Gebäudetypus; Einzeldenkmal gemäß § 3.2 NDSchG; in Gruppe baulicher Anlagen: 457024Gr0019                                                     | 1899                                |                  | 45702400055      |
| weitere Bilder | Kochhaus (Hof Tammen)                           | Bunderhee Steinhausstraße 72, Flurstück: 030679-006-00020/012 Karte  | Kochhaus (Hof Tammen); kleiner Ziegelbau, erbaut um 1900, im Innern Herdanlage erhalten; Gruppe gemäß § 3.3 NDSchG; in Gruppe baulicher Anlagen: 457024Gr0019 | um 1900                             |                  | 45702400134      |
| weitere Bilder | Gartenanlage (Hausgarten Hof Tammen)            | Bunderhee Steinhausstraße 72, Flurstück: 030679-006-00020/012 Karte  | Gartenanlage (Hausgarten Hof Tammen); ländliche Gartenanlage in typischer landschaftlicher Gestaltung der Zeit um 1900 mit hohem Repräsentationsanspruch. Planung und Ausführung: Jan Vroom (holl. Garten-/Landschaftsarchitekt); Bedeutung: historisch, wissenschaftlich; Einzeldenkmal gemäß § 3.2 NDSchG; in Gruppe baulicher Anlagen: 457024Gr0019 | um 1900                             |                  | 45702400135      |
| weitere Bilder | Gulfhaus (Gulfhaus)                             | Bunderhee Steinhausstraße 82, Flurstück: 030679-005-00059/001 Karte  | Gulfhaus (Gulfhaus); Wohnteil (Vorderende) 1902 vor das Gulfhaus mit Gerüstteilen von 1662 und dem Kerngerüst aus dem ausgehenden 18. Jahrhundert gesetzt. Außenwände mit Ziegelziersetzung aus der Zeit um 1900; Einzeldenkmal gemäß § 3.2 NDSchG | ausgehendes 18. Jahrhundert/um 1900 |                  | 45702400066      |
| weitere Bilder | Gulfhaus (Gulfhaus)                             | Bunderhee Steinhausstraße 97, Flurstück: 030679-011-00007/001 Karte  | Gulfhaus (Gulfhaus); eingeschossiger, traufständiger verputzter Wohnteil in Schei nquaderung. Gliederung durch Ecklisenen, Traufgesimse und profilierte Tür-/Fensteröffnungen. Kl. Wirtschaftsteil, Ziegelbau. 1875; Einzeldenkmal gemäß § 3.2 NDSchG | 1875                                |                  | 45702400073      |
| weitere Bilder | Scheune (Gulfscheune)                           | Bunderhee Steinhausstraße 112, Flurstück: 030679-005-00018/010 Karte | Scheune (Gulfscheune) mit Zwischenbau; Ziegelbau unter Krüppelwalmdach mit Ziegelziersetzungen entlang der Traufen. Größtenteils die originalen Eisenfenster erhalten. Gerüst in Oberrähmkonstruktion. Erbaut Ende 19. Jahrhundert; Bedeutung: historisch, wissenschaftlich; wesentliche Begründung: 1.06 geschichtliche Bedeutung aufgrund des Zeugnis- und Schauwertes durch beispielhafte Ausprägung eines Stils und / oder Gebäudetypus; konstituierender Bestandteil einer Gruppe gemäß § 3.3 NDSchG; in Gruppe baulicher Anlagen: 457024Gr0011 | Ende 19. Jahrhundert                |                  | 457024.00078M001 |
| weitere Bilder | Villa                                           | Bunderhee Steinhausstraße 112, Flurstück: 030679-005-00018/010 Karte | Villa mit Zwischenbau; zweigeschossiger Ziegelbau gegliedert durch die profilierten Fensterrahmungen mit Stuckbekrönungen. Straßenfassade durch Mittelachse mit Eingang unter säulengetragenem Vordach betont. Erbaut 1887; Bedeutung: historisch, wissenschaftlich; wesentliche Begründung: 1.06 geschichtliche Bedeutung aufgrund des Zeugnis- und Schauwertes durch beispielhafte Ausprägung eines Stils und / oder Gebäudetypus; konstituierender Bestandteil einer Gruppe gemäß § 3.3 NDSchG; in Gruppe baulicher Anlagen: 457024Gr0011         | 1887                                |                  | 457024.00079M001 |
| weitere Bilder | Gulfhaus (Gulfhaus)                             | Bunderhee Steinhausstraße 114, Flurstück: 030679-005-00015/001 Karte | Gulfhaus (Gulfhaus); Vorderende eingeschossiger Ziegelbau unter Satteldach durch Ziegelziersetzungen gegliedert. Um 1910 der Gulfscheune vorgebaut. Gerüst in Hochrähmkonstruktion mit Ankerbalken erbaut 1. Hälfte 18. Jahrhundert; Einzeldenkmal gemäß § 3.2 NDSchG | um 1910                             |                  | 45702400076      |
| weitere Bilder | Gulfhaus (Gulfhaus)                             | Bunderhee Steinhausstraße 128, Flurstück: 030679-004-00053/002 Karte | Gulfhaus (Gulfhaus); eingeschossiger Ziegelbau, stallseitig zweimal einspringend. Gl iederung durch dreiecksmauerung, Gesimse (Deutsches Band, Klötzchenfries, Stab und Kehle) und Blockrahmen-Fenster. 1719. Gulfgerüst von 1718 (d); Dachwerk Wohnteil von 1512+/-5 (d); Einzeldenkmal gemäß § 3.2 NDSchG | 1719                                |                  | 45702400054      |
| weitere Bilder | Gulfhaus (Gulfhaus)                             | Bunderhee Steinhausstraße 130, Flurstück: 030679-004-00051/001 Karte | Gulfhaus (Gulfhaus); eingeschossiger Wohnteil mit Drempel um 1913. Im Kern das Scheunengerüst (Hochrähmkonstruktion mit Ankerbalken) von 1709 (d), Verlängerung von 1802 (i/d); Einzeldenkmal gemäß § 3.2 NDSchG | um 1913                             |                  | 45702400077      |
| weitere Bilder | Gulfhaus (Gulfhaus)                             | Bunderhee Steinhausstraße 156, Flurstück: 030679-004-00013/009 Karte | Gulfhaus (Gulfhaus); kurzer, breitgelagerter asymmetrischer Wohnteil mit unterschiedlichen traufhöhen. Wirtschaftsteil mit Ankerbalkengefüge. 1. Hälfte 18. Jahrhundert; Einzeldenkmal gemäß § 3.2 NDSchG | 1. Hälfte 18. Jahrhundert           |                  | 45702400068      |

## Dollart
| Bild | Bezeichnung                                           | Lage                                                                | Beschreibung | Bauzeit                     | Eingetragen seit | Denkmal- nummer  |
| --- | ----------------------------------------------------- | ------------------------------------------------------------------- | --- | --------------------------- | ---------------- | ---------------- |
| [[Vorlage:Bilderwunsch/code!/C:53.25713,7.27402!/D:Wohnhaus (Doppelhaus [ehemaliges Zollhaus]), Bunderhammrich 26, Flurstück: 030676-004-00017/006!/\|BW]]         | Wohnhaus (Doppelhaus [ehemaliges Zollhaus])           | Dollart Bunderhammrich 26, Flurstück: 030676-004-00017/006 Karte    | Wohnhaus (Doppelhaus [ehemaliges Zollhaus]); eingeschossiger traufständiger Ziegelbau mit Mittelrisalit. An den Gieb eln jeweils kleiner Stallteil. Gliederung durch Gesimse. Datiert 1900; Einzeldenkmal gemäß § 3.2 NDSchG | 1900                        |                  | 45702400081      |
| BW | Gulfhaus (Gulfhaus)                                   | Dollart Bunderhammrich 82, Flurstück: 030676-005-00048/001 Karte    | Gulfhaus (Gulfhaus) mit Graft, Baumbestand; eingeschossiger Ziegelbau. Wirtschaftsteil mit seitlicher Ausfahrt. Erbaut 1784; Wirtschaftsteil jünger. Prägnanter Hofplatz mit Baumreihen, Garten, Gräfte und kleinen Stegen. (s. a. DGK 2709/23); Bedeutung: historisch, wissenschaftlich, städtebaulich; wesentliche Begründung: 4.3; Einzeldenkmal gemäß § 3.2 NDSchG | 1784                        |                  | 457024.00080M001 |
| [[Vorlage:Bilderwunsch/code!/C:53.237217,7.289412!/D:Gulfhaus (Domäne Fürstenjagdhaus [Gulfhaus]), Bunderhammrich 88, Flurstück: 030676-007-00021/000!/\|BW]]      | Gulfhaus (Domäne Fürstenjagdhaus [Gulfhaus])          | Dollart Bunderhammrich 88, Flurstück: 030676-007-00021/000 Karte    | Gulfhaus (Domäne Fürstenjagdhaus [Gulfhaus]) mit Graftanlage, Allee; zweigeschossiger Wohnteil mit versetztem Rokoko-Portal, dat.1869. Scheune mit Ankerbalken-Kerngerüst des frühen 18. Jahrhunderts und erneuerten Außenwänden; Bedeutung: historisch, wissenschaftlich; wesentliche Begründung: 1.06 geschichtliche Bedeutung aufgrund des Zeugnis- und Schauwertes durch beispielhafte Ausprägung eines Stils und / oder Gebäudetypus; Einzeldenkmal gemäß § 3.2 NDSchG; in Gruppe baulicher Anlagen: 457024Gr0013                                      | frühes 18. Jahrhundert/1869 |                  | 457024.00092M001 |
| BW | Gartenanlage (Hausgarten)                             | Dollart Bunderhammrich 88, Flurstück: 030676-007-00022/000 Karte    | Gartenanlage (Hausgarten); ländliche Hausgartengestaltung des späten 19. Jahrhunderts mit prägnantem Baumbestand, Graftanlage und Allee; Bedeutung: historisch, städtebaulich; wesentliche Begründung: 1.01 geschichtliche Bedeutung im Rahmen von Ortsgeschichte; Gruppe gemäß § 3.3 NDSchG; in Gruppe baulicher Anlagen: 457024Gr0013 | spätes 19. Jahrhundert      |                  | 45702400098      |
| BW | Wohnhaus                                              | Dollart Deep Pad 3, Flurstück: 030675-004-00273/071 Karte           | Wohnhaus; Einzeldenkmal gemäß § 3.2 NDSchG |                             | 30. Juni 1981    | 45702400096      |
| BW | Wohnhaus                                              | Dollart Ditzumerhammrich 42, Flurstück: 030675-003-00059/001 Karte  | Wohnhaus; kleiner, eingeschossiger schlichter Ziegelbau mit unterschiedlichen Kübbungen, am Fuß eines Schlafdeiches gelegen. Um 1900; Einzeldenkmal gemäß § 3.2 NDSchG | um 1900                     |                  | 45702400084      |
| BW | Gulfhaus (Gulfhaus)                                   | Dollart Ditzumerhammrich 51, Flurstück: 030674-001-00004/007 Karte  | Gulfhaus (Gulfhaus); quergestellter zweigeschossiger Wohnteil durch Zwischenbau mit dem Wirtschaftsteil verbunden. Ziegelmauerwerk, Gliederung durch Lisenen und Gesimse. Um 1900; Einzeldenkmal gemäß § 3.2 NDSchG | um 1900                     |                  | 45702400085      |
| [[Vorlage:Bilderwunsch/code!/C:53.26129,7.24365!/D:Wohn-/Wirtschaftsgebäude (Gulfhaus [Hof Hoting]), Heinitzpolder 7, Flurstück: 030674-003-00004/001!/\|BW]]      | Wohn-/Wirtschaftsgebäude (Gulfhaus [Hof Hoting])      | Dollart Heinitzpolder 7, Flurstück: 030674-003-00004/001 Karte      | Wohn-/Wirtschaftsgebäude (Gulfhaus [Hof Hoting]), mit Graft, Allee, Baumbestand; Wo-Teil: giebelständiger zweigeschossiger Backsteinbau auf Kellergeschoss unter Satteldach. Gliederung durch Eckquaderung, Mittelrisalit und Freitreppe. Rückwärtig Gulfscheune mit Gusseisenfenstern. „1810“; Bedeutung: historisch, wissenschaftlich; wesentliche Begründung: 1.06 geschichtliche Bedeutung aufgrund des Zeugnis- und Schauwertes durch beispielhafte Ausprägung eines Stils und / oder Gebäudetypus; Einzeldenkmal gemäß § 3.2 NDSchG                   | 1810                        |                  | 457024.00086M001 |
| BW | Wohn-/Wirtschaftsgebäude (Hofanlage Viet)             | Dollart Heinitzpolder 9, Flurstück: 030674-002-00002/000 Karte      | Wohn-/Wirtschaftsgebäude (Hofanlage Viet); aufwendig gestalteter Wohnteil erhalten, Gulfscheune weitgehend abgebrochen, Ende 19. Jahrhundert; Einzeldenkmal gemäß § 3.2 NDSchG | Ende 19. Jahrhundert        | 4. Juni 1987     | 45702400101      |
| [[Vorlage:Bilderwunsch/code!/C:53.25204,7.2428!/D:Wohn-/Wirtschaftsgebäude (Gulfhaus [„Plaatsgebäude“]), Heinitzpolder 17, Flurstück: 030674-003-00005/001!/\|BW]] | Wohn-/Wirtschaftsgebäude (Gulfhaus [„Plaatsgebäude“]) | Dollart Heinitzpolder 17, Flurstück: 030674-003-00005/001 Karte     | Wohn-/Wirtschaftsgebäude (Gulfhaus [„Plaatsgebäude“]) mit Gräften, Hausgarten, Allee; Gulfhaus von 1870 in beachtlicher Größe (Wirtschaftsteil 50 m!). Zweigeschossiger Wohnteil in Ziegelmauerwerk, Gliederung durch Lisenen, Gesimse und abgetreppte Fensterlaibungen. Wirtschaftsgiebel mit Halbkreisfenstern; Bedeutung: historisch, wissenschaftlich; wesentliche Begründung: 1.06 geschichtliche Bedeutung aufgrund des Zeugnis- und Schauwertes durch beispielhafte Ausprägung eines Stils und / oder Gebäudetypus; Einzeldenkmal gemäß § 3.2 NDSchG | 1870                        |                  | 457024.00087M001 |
| BW | Deichschaart                                          | Dollart K 40, Flurstück: 030674-003-00009/004 Karte                 | Deichschaart. Im Zuge der Eindeichung des Kanalpolders (1877) als Zufahrt von Ditzumerverlaat durch den Heinitzpolder angelegt. Ziegelmauerwerk, Stemmtorpaar in Holzkonstruktion; Einzeldenkmal gemäß § 3.2 NDSchG | 1877                        |                  | 45702400100      |
| BW | Gulfhaus (Gulfhaus)                                   | Dollart Landschaftspolder 6, Flurstück: 030677-001-00007/024 Karte  | Gulfhaus (Gulfhaus); Einzeldenkmal gemäß § 3.2 NDSchG |                             | 29. Januar 1986  | 45702400099      |
| BW | Gulfhaus (Gulfhaus)                                   | Dollart Landschaftspolder 9, Flurstück: 030677-002-00004/001 Karte  | Gulfhaus (Gulfhaus) mit Baumbestand; Durchfahrtsdiele. Zweigeschossiger quergestellter Wohnteil von 1802; Wirtschaftsteil von 1907, Wohnhaus-Ausbau von 1916; Bedeutung: historisch, wissenschaftlich; wesentliche Begründung: 1.06 geschichtliche Bedeutung aufgrund des Zeugnis- und Schauwertes durch beispielhafte Ausprägung eines Stils und / oder Gebäudetypus; Einzeldenkmal gemäß § 3.2 NDSchG | 1802/1907/1916              |                  | 457024.00091M001 |
| BW | Gulfhaus (Gulfhaus)                                   | Dollart Landschaftspolder 15, Flurstück: 030677-002-00020/001 Karte | Gulfhaus (Gulfhaus); eingeschossiger Wohnhaus mit Drempel. Gliederung durch Gesimse und Ecklisenen. durch kleinen Zwischenbau mit quergestellter Gulfscheune verbunden. Erbaut 1898/1899; Einzeldenkmal gemäß § 3.2 NDSchG | 1898/1899                   |                  | 45702400090      |
| BW | Gulfhaus (Gulfhaus)                                   | Dollart Landschaftspolder 21, Flurstück: 030677-004-00009/004 Karte | Gulfhaus (Gulfhaus); Wohnteil: zweigeschossiger Ziegelbau, stallseitig 4-mal einsp ringend. Gliederung durch gesimse, Ecklisenen und Fensterverdachungen. Erbaut um 1880; Einzeldenkmal gemäß § 3.2 NDSchG | um 1880                     |                  | 45702400089      |
| weitere Bilder | Kirche, ev.-ref.                                      | Dollart Landschaftspolder 25, Flurstück: 030677-004-00088/015 Karte | Landschaftspolder Kirche, ev.-ref., einschiffiger Ziegelbau mit geradem Chorschluss, erbaut 1768; Außenwände erneuert. Westturm mit rundbogigen Schallöffnungen, durch Gesimse gegliedert. 1829; Bedeutung: historisch, wissenschaftlich; wesentliche Begründung: 1.04 geschichtliche Bedeutung aufgrund des Zeugnis- und Schauwertes für Kultur- und Geistesgeschichte; Gruppe gemäß § 3.3 NDSchG; in Gruppe baulicher Anlagen: 457024Gr0012 | 1768                        |                  | 45702400088      |
| weitere Bilder | Friedhof, ev.-ref.                                    | Dollart Landschaftspolder 25, Flurstück: 030677-004-00070/014 Karte | Friedhof, ev.-ref., Friedhofsanlage mit älteren Grabsteinen und Baum bestand; Bedeutung: historisch, wissenschaftlich; wesentliche Begründung: 1.06 geschichtliche Bedeutung aufgrund des Zeugnis- und Schauwertes durch beispielhafte Ausprägung eines Stils und / oder Gebäudetypus; Gruppe gemäß § 3.3 NDSchG; in Gruppe baulicher Anlagen: 457024Gr0012 |                             |                  | 45702400097      |
| weitere Bilder | Kirche, ev.-ref.                                      | Dollart Wynham Nord 2, Flurstück: 030676-004-00106/004 Karte        | Reformierte Kirche Ditzumerverlaat, ev.-ref; einschiffiger Ziegelbau in neugotischen Formen mit Dachreiter (Glockenstuhl). Polygonaler Eingang im Westen, gerader Chorabschluss. Gliederung durch Gesimse und Strebepfeiler. 1896. Einzeldenkmal gemäß § 3.2 NDSchG | 1896                        |                  | 45702400082      |
| weitere Bilder | Mühle (Wasserschöpfmühle)                             | Dollart Wynhamster-Kolk 3, Flurstück: 030675-001-00054/003 Karte    | Mühle (Wasserschöpfmühle); Erdholländer mit altem Gerüst, erbaut 1804. Schöpfvorrichtung erneuert; Einzeldenkmal gemäß § 3.2 NDSchG | 1804                        |                  | 45702400083      |

## Wymeer
| Bild                     | Bezeichnung                                    | Lage                                                                     | Beschreibung | Bauzeit              | Eingetragen seit  | Denkmal- nummer  |
| ------------------------ | ---------------------------------------------- | ------------------------------------------------------------------------ | --- | -------------------- | ----------------- | ---------------- |
| BW                       | Wohn-/Wirtschaftsgebäude (Moor-Kolonistenhaus) | Wymeer Moorstraße 33, Flurstück: 031710-030-00057/000 Karte              | Wohn-/Wirtschaftsgebäude (Moor-Kolonistenhaus); Einzeldenkmal gemäß § 3.2 NDSchG |                      | 7. Januar 1982    | 45702400114      |
| BW                       | Wohn-/Wirtschaftsgebäude (Moor-Kolonistenhaus) | Wymeer Moorstraße 35, Flurstück: 031710-020-00040/000 Karte              | Wohn-/Wirtschaftsgebäude (Moor-Kolonistenhaus); Einzeldenkmal gemäß § 3.2 NDSchG |                      | 7. Januar 1982    | 45702400115      |
| BW                       | Wohn-/Wirtschaftsgebäude (Moor-Kolonistenhaus) | Wymeer Moorstraße 39, Flurstück: 031710-029-00049/000 Karte              | Wohn-/Wirtschaftsgebäude (Moor-Kolonistenhaus); Einzeldenkmal gemäß § 3.2 NDSchG |                      | 7. Januar 1982    | 45702400116      |
| BW                       | Gulfhaus (Gulfhaus)                            | Wymeer Swart Weg 87, Flurstück: 031710-023-00024/002 Karte               | Gulfhaus (Gulfhaus); Durchfahrtsdiele. 1 ⁄2-geschossiger Wohnteil, stallseitig zweimal einspringend. gliederung durch Lisenen, Gesimse, Fensterblenden und Verdachungen. Datiert 1912; Einzeldenkmal gemäß § 3.2 NDSchG | 1912                 |                   | 45702400108      |
| Gulfhaus (Gulfhaus)      | Gulfhaus (Gulfhaus)                            | Wymeer Wymeerster Hauptstraße 6, Flurstück: 031710-003-00010/001 Karte   | Gulfhaus (Gulfhaus); kleines Gulfhaus mit eingeschossiger Wohnteil. Wandgliederung durch Ecklisenen und Gesimse. Ende 19. Jahrhundert; Bedeutung: historisch, wissenschaftlich; wesentliche Begründung: 1.06 geschichtliche Bedeutung aufgrund des Zeugnis- und Schauwertes durch beispielhafte Ausprägung eines Stils und / oder Gebäudetypus; Einzeldenkmal gemäß § 3.2 NDSchG | Ende 19. Jahrhundert |                   | 457024.00107     |
| Gulfhaus (Gulfhaus)      | Gulfhaus (Gulfhaus)                            | Wymeer Wymeerster Hauptstraße 8, Flurstück: 031710-003-00016/001 Karte   | Gulfhaus (Gulfhaus); Bedeutung: historisch, städtebaulich; wesentliche Begründung: 1.06 geschichtliche Bedeutung aufgrund des Zeugnis- und Schauwertes durch beispielhafte Ausprägung eines Stils und / oder Gebäudetypus; Einzeldenkmal gemäß § 3.2 NDSchG |                      | 8. November 1989  | 457024.00112     |
|                          | Gulfhaus (Gulfhaus)                            | Wymeer Wymeerster Hauptstraße 11, Flurstück: 031710-034-00012/001        | Gulfhaus (Gulfhaus); Bedeutung: historisch, wissenschaftlich; wesentliche Begründung: 1.06 geschichtliche Bedeutung aufgrund des Zeugnis- und Schauwertes durch beispielhafte Ausprägung eines Stils und / oder Gebäudetypus; konstituierender Bestandteil einer Gruppe gemäß § 3.3 NDSchG; in Gruppe baulicher Anlagen: 457024Gr0016 |                      | 21. Mai 1987      | 457024.00117     |
| Wohn-/Wirtschaftsgebäude | Wohn-/Wirtschaftsgebäude                       | Wymeer Wymeerster Hauptstraße 12, Flurstück: 031710-003-00023/001 Karte  | Wohn-/Wirtschaftsgebäude; eingeschossiger traufständiger Ziegelbau mit Drempel. Wohnteil unter Walmdach in Schieferdeckung. Gliederung durch Lisenen und Gesimse. Rückwärtig schlichter Wirtschaftstrakt. Um 1880; Bedeutung: historisch, wissenschaftlich; wesentliche Begründung: 1.06 geschichtliche Bedeutung aufgrund des Zeugnis- und Schauwertes durch beispielhafte Ausprägung eines Stils und / oder Gebäudetypus; Einzeldenkmal gemäß § 3.2 NDSchG                                              | um 1880              |                   | 457024.00129     |
| Gulfhaus (Gulfhaus)      | Gulfhaus (Gulfhaus)                            | Wymeer Wymeerster Hauptstraße 13, Flurstück: 031710-034-00010/000 Karte  | Gulfhaus (Gulfhaus) mit Baumbestand; Durchfahrtsdiele. 1 ⁄2-geschossiger Wohnteil, stallseitig zweimal einspringend. Wandgliederung durch Ecklisenen, Gesimse und Fensterrahmungen. Datiert 1893; hoher Baumbestand; Bedeutung: historisch, wissenschaftlich; wesentliche Begründung: 1.06 geschichtliche Bedeutung aufgrund des Zeugnis- und Schauwertes durch beispielhafte Ausprägung eines Stils und / oder Gebäudetypus; Einzeldenkmal gemäß § 3.2 NDSchG; in Gruppe baulicher Anlagen: 457024Gr0016 | 1893                 |                   | 457024.00106M001 |
| Gulfhaus (Gulfhaus)      | Gulfhaus (Gulfhaus)                            | Wymeer Wymeerster Hauptstraße 15, Flurstück: 031710-034-00007/000 Karte  | Gulfhaus (Gulfhaus); Bedeutung: historisch, wissenschaftlich; wesentliche Begründung: 1.06 geschichtliche Bedeutung aufgrund des Zeugnis- und Schauwertes durch beispielhafte Ausprägung eines Stils und / oder Gebäudetypus; konstituierender Bestandteil einer Gruppe gemäß § 3.3 NDSchG; in Gruppe baulicher Anlagen: 457024Gr0016 |                      | 24. November 1988 | 457024.00118     |
| weitere Bilder           | Kirche, ev.-ref.                               | Wymeer Wymeerster Hauptstraße 33, Flurstück: 031710-031-00038/000 Karte  | Reformierte Kirche Wymeer, ev.-ref.; rechteckiger Saalbau mit Kranzgesims, flachen Strebepfeilern und spitzbogigen Fenstern. Erbaut 2. Hälfte 19. Jahrhundert; Bedeutung: historisch, wissenschaftlich, städtebaulich; wesentliche Begründung: 1.04 geschichtliche Bedeutung aufgrund des Zeugnis- und Schauwertes für Kultur- und Geistesgeschichte; konstituierender Bestandteil einer Gruppe gemäß § 3.3 NDSchG; in Gruppe baulicher Anlagen: 457024Gr0014                                             | 1886                 |                   | 457024.00103     |
| Glockenturm, ev.-ref.    | Glockenturm, ev.-ref.                          | Wymeer Wymeerster Hauptstraße 33, Flurstück: 031710-031-00038/000 Karte  | Glockenturm, ev.-ref.; quadratischer Ziegelbau mit seitlichen Pilastern, dat.1788; Bedeutung: historisch, wissenschaftlich, städtebaulich; wesentliche Begründung: 1.06 geschichtliche Bedeutung aufgrund des Zeugnis- und Schauwertes durch beispielhafte Ausprägung eines Stils und / oder Gebäudetypus; konstituierender Bestandteil einer Gruppe gemäß § 3.3 NDSchG; in Gruppe baulicher Anlagen: 457024Gr0014                                                                                        | 1788                 |                   | 457024.00104     |
| Friedhof, ev.-ref.       | Friedhof, ev.-ref.                             | Wymeer Wymeerster Hauptstraße 33, Flurstück: 031710-031-00038/000 Karte  | Friedhof, ev.-ref.; Friedhof mit großer Zahl barocker Grabplatten; Bedeutung: historisch, wissenschaftlich; wesentliche Begründung: 1.01 geschichtliche Bedeutung im Rahmen von Ortsgeschichte; konstituierender Bestandteil einer Gruppe gemäß § 3.3 NDSchG; in Gruppe baulicher Anlagen: 457024Gr0014 |                      |                   | 457024.00113     |
| Gulfhaus (Gulfhaus)      | Gulfhaus (Gulfhaus)                            | Wymeer Wymeerster Hauptstraße 37, Flurstück: 031710-031-00021/000 Karte  | Gulfhaus (Gulfhaus); Bedeutung: historisch, wissenschaftlich; wesentliche Begründung: 1.06 geschichtliche Bedeutung aufgrund des Zeugnis- und Schauwertes durch beispielhafte Ausprägung eines Stils und / oder Gebäudetypus; Einzeldenkmal gemäß § 3.2 NDSchG |                      | 22. Juni 1988     | 457024.00123     |
| Wohnhaus (Doppelhaus)    | Wohnhaus (Doppelhaus)                          | Wymeer Wymeerster Hauptstraße 38, Flurstück: 031710-020-00050/002 Karte  | Wohnhaus (Doppelhaus); kleiner eingeschossiger Ziegelbau. Seitlich kleine übergiebelte risalitartige Querbauten, an die hinten kleine Ställe anschließen. Gliederung durch Lisenen und Gesimse. Um 1900; Bedeutung: historisch, wissenschaftlich; wesentliche Begründung: 1.06 geschichtliche Bedeutung aufgrund des Zeugnis- und Schauwertes durch beispielhafte Ausprägung eines Stils und / oder Gebäudetypus; Einzeldenkmal gemäß § 3.2 NDSchG                                                        | um 1900              |                   | 457024.00105     |
| Gulfhaus (Gulfhaus)      | Gulfhaus (Gulfhaus)                            | Wymeer Wymeerster Hauptstraße 39, Flurstück: 031710-031-00021/000 Karte  | Gulfhaus (Gulfhaus); Bedeutung: historisch, wissenschaftlich; wesentliche Begründung: 1.06 geschichtliche Bedeutung aufgrund des Zeugnis- und Schauwertes durch beispielhafte Ausprägung eines Stils und / oder Gebäudetypus; Einzeldenkmal gemäß § 3.2 NDSchG |                      | 21. Mai 1987      | 457024.00124     |
| Wohnhaus                 | Wohnhaus                                       | Wymeer Wymeerster Hauptstraße 42, Flurstück: 031710-020-00090/048 Karte  | Wohnhaus; Bedeutung: historisch, städtebaulich; wesentliche Begründung: 1.06 geschichtliche Bedeutung aufgrund des Zeugnis- und Schauwertes durch beispielhafte Ausprägung eines Stils und / oder Gebäudetypus; Einzeldenkmal gemäß § 3.2 NDSchG |                      | 19. Mai 1987      | 457024.00111     |
| Gulfhaus (Gulfhaus)      | Gulfhaus (Gulfhaus)                            | Wymeer Wymeerster Hauptstraße 54, Flurstück: 031710-020-00042/003 Karte  | Gulfhaus (Gulfhaus); Durchfahrtsdiele. 1 ⁄2-geschossiger Wohnteil, stallseitig zweimal einspringend. Gliederung durch Lisenen und Gesimse. Um 1900; Bedeutung: historisch, wissenschaftlich; wesentliche Begründung: 1.06 geschichtliche Bedeutung aufgrund des Zeugnis- und Schauwertes durch beispielhafte Ausprägung eines Stils und / oder Gebäudetypus; Einzeldenkmal gemäß § 3.2 NDSchG | um 1900              |                   | 457024.00102     |
| Gulfhaus (Gulfhaus)      | Gulfhaus (Gulfhaus)                            | Wymeer Wymeerster Hauptstraße 68, Flurstück: 031710-020-00020/001 Karte  | Gulfhaus (Gulfhaus); Bedeutung: historisch, wissenschaftlich, städtebaulich; wesentliche Begründung: 1.06 geschichtliche Bedeutung aufgrund des Zeugnis- und Schauwertes durch beispielhafte Ausprägung eines Stils und / oder Gebäudetypus; Einzeldenkmal gemäß § 3.2 NDSchG |                      | 21. Mai 1987      | 457024.00121     |
| Gulfhaus (Gulfhaus)      | Gulfhaus (Gulfhaus)                            | Wymeer Wymeerster Hauptstraße 72, Flurstück: 031710-020-00012/001 Karte  | Gulfhaus (Gulfhaus); Bedeutung: historisch, wissenschaftlich, städtebaulich; wesentliche Begründung: 1.06 geschichtliche Bedeutung aufgrund des Zeugnis- und Schauwertes durch beispielhafte Ausprägung eines Stils und / oder Gebäudetypus; Einzeldenkmal gemäß § 3.2 NDSchG |                      | 21. Mai 1987      | 457024.00120     |
| Gulfhaus (Gulfhaus)      | Gulfhaus (Gulfhaus)                            | Wymeer Wymeerster Hauptstraße 76, Flurstück: 031710-020-00005/001 Karte  | Gulfhaus (Gulfhaus); Bedeutung: historisch, wissenschaftlich, städtebaulich; wesentliche Begründung: 1.06 geschichtliche Bedeutung aufgrund des Zeugnis- und Schauwertes durch beispielhafte Ausprägung eines Stils und / oder Gebäudetypus; Einzeldenkmal gemäß § 3.2 NDSchG |                      | 21. Mai 1987      | 457024.00119     |
| Gulfhaus (Gulfhaus)      | Gulfhaus (Gulfhaus)                            | Wymeer Wymeerster Hauptstraße 78, Flurstück: 031710-019-00114/089 Karte  | Gulfhaus (Gulfhaus); Durchfahrtsdiele. 1 ⁄2-geschossiger Wohnteil mit Eck- und Kellerstube, stallseitig zweimal einspringend. Schiebefenster in Holzblockrahmen. Datiert 1876. Bedeutung: historisch, wissenschaftlich; wesentliche Begründung: 1.06 geschichtliche Bedeutung aufgrund des Zeugnis- und Schauwertes durch beispielhafte Ausprägung eines Stils und / oder Gebäudetypus; Einzeldenkmal gemäß § 3.2 NDSchG                                                                                  | 1876                 |                   | 457024.00110     |
| Wohnhaus (Zöllnerhaus)   | Wohnhaus (Zöllnerhaus)                         | Wymeer Wymeerster Hauptstraße 122, Flurstück: 031710-025-00071/004 Karte | Wohnhaus (Zöllnerhaus) mit Nebengebäude; zweigeschossiger Ziegelbau mit Gesimsgliederung. Rückwärtig Treppenhausvorbau. Datiert 1892/1893. Bedeutung: historisch, wissenschaftlich; wesentliche Begründung: 1.06 geschichtliche Bedeutung aufgrund des Zeugnis- und Schauwertes durch beispielhafte Ausprägung eines Stils und / oder Gebäudetypus; konstituierender Bestandteil einer Gruppe gemäß § 3.3 NDSchG; in Gruppe baulicher Anlagen: 457024Gr0015                                               | 1892/1893            |                   | 457024.00109M001 |